# Grevillea mackinsonii
Grevillea mackinsonii är en tvåhjärtbladig växtart som beskrevs av Mcgill.. Grevillea mackinsonii ingår i släktet Grevillea och familjen Proteaceae. Inga underarter finns listade i Catalogue of Life.